# Cemara (Lubuk Pakam)
Cemara is een bestuurslaag in het regentschap Deli Serdang van de provincie Noord-Sumatra, Indonesië. Cemara telt 7022 inwoners (volkstelling 2010).